# 阿拉斯钟楼
阿拉斯钟楼（Beffroi d’Arras）是法国北部-加来海峡大区加来海峡省阿拉斯的一个哥特式钟楼，高75米，位于雅克·勒卡隆街，与阿拉斯市政厅相连，建于15世纪到1554年。1840年列为法国历史古迹，自2005年，成为联合国教科文组织世界遗产比利时和法国的钟楼的一部分。
钟楼曾被摧毁和重建两次。第一次在1833年，第二次在1914年第一次世界大战中轰炸之后。在第一次世界大战中，钟楼被德国大炮摧毁（1914年10月21日）。

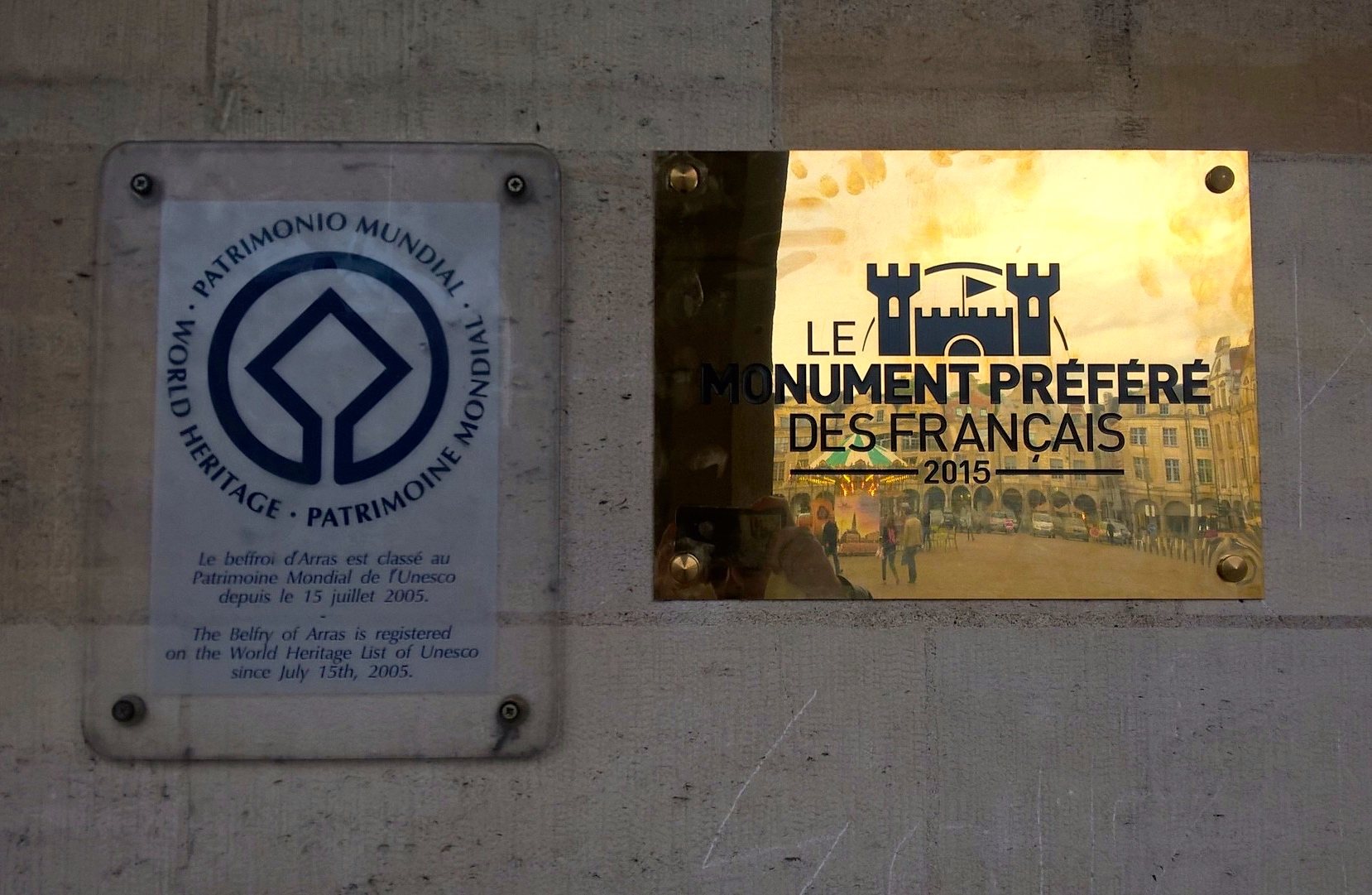

钟楼向公众开放。